# Coat of Arms
Coat of Arms es el quinto álbum de estudio de la banda de power metal sueca Sabaton.

## Canciones
| N.º | Título                                   | Tema de la letra | Duración |  |
| 1.  | «Coat of Arms» (Escudo de armas)         | Acerca de la Guerra Greco-Italiana durante la Segunda Guerra Mundial, haciendo una comparación con la Batalla de las Termópilas en el 480 antes de Cristo.    | 3:35     |  |
| 2.  | «Midway»                                 | Acerca de la Batalla de Midway entre los Estados Unidos y Japón.                                                                                              | 2:29     |  |
| 3.  | «Uprising» (Alzamiento)                  | Acerca del Alzamiento de Varsovia en 1944. | 4:56     |  |
| 4.  | «Screaming Eagles» (Águilas que gritan)  | Acerca de la 101.ª División Aerotransportada y el asedio de Bastogne.                                                                                         | 4:08     |  |
| 5.  | «The Final Solution» (La solución final) | Acerca del Holocausto, también conocido como Solución final. Narra el inicio del Holocausto y de los campos de concentración.                                 | 4:57     |  |
| 6.  | «Aces in Exile» (Ases en el exilio)      | Acerca de pilotos extranjeros durante la Batalla de Inglaterra.                                                                                               | 4:23     |  |
| 7.  | «Saboteurs» (Saboteadores)               | Sobre el sabotaje de agua pesada de Noruega en Vemork. | 3:16     |  |
| 8.  | «Wehrmacht»                              | Acerca de la maquinaria de guerra nazi y los efectos del Tercer Reich en un soldado alemán común.                                                             | 4:14     |  |
| 9.  | «White Death» (Muerte blanca)            | Acerca de Simo Häyhä, un francotirador finés que combatió durante la Guerra de Invierno. Es considerado el francotirador más letal de la historia.            | 4:10     |  |
| 10. | «Metal Ripper» (Destripador del Metal)   | Tributo al heavy metal como en las canciones "Metal Machine" y "Metal Crüe" de los álbumes anteriores, esta vez el uso de letras de canciones de heavy metal. | 3:51     |  |

## Miembros
- Joakim Broden - voz
- Rickard Sundén - guitarras
- Oskar Montelius - guitarras
- Pär Sundström - bajo
- Daniel Mullback - batería
- Daniel Mÿhr - teclados